# Dipentium
Genre
Dipentium est un genre de coléoptères de la famille des Ptiliidae.

## Liste d'espèces
Selon Catalogue of Life (3 mars 2021) :
- Dipentium amplicolle Johnson, 2008
- Dipentium castaneum (Britten, 1926)
- Dipentium constrictum Johnson, 2008
- Dipentium gossi Johnson, 1993
- Dipentium incertum Johnson, 2008
- Dipentium japonicum (Sawada, K., 1965)
- Dipentium magnum Johnson, 2008
- Dipentium neglectum Johnson, 2008
- Dipentium parvicolle Johnson, 2008
- Dipentium parvum Johnson, 1985
- Dipentium punctatum Johnson, 2008
- Dipentium reticulatum (Britten, 1926)
- Dipentium wolffi Johnson, 2008
- Dipentium zelandicum Johnson, 1982

## Publication originale
- (en) Johnson, Colin, « An introduction to the Ptiliidae (Coleoptera) of New Zealand », New Zealand Journal of Zoology, Société royale de Nouvelle-Zélande et Taylor & Francis, vol. 9, no 3,‎ juillet 1982, p. 333-376 (ISSN 0301-4223 et 1175-8821, DOI 10.1080/03014223.1982.10423865, lire en ligne).